# Aura an der Saale
Aura an der Saale là một đô thị ở huyện Bad Kissingen bang Bayern nước Đức. Đô thị Aura an der Saale có diện tích 6,73 km², dân số thời điểm ngày 31 tháng 12 năm 2006 là 895 người.
Aura nằm bên tả ngạn sông Saale ở Franconia khoảng 7 km so với huyện lỵ Bad Kissingen. 